# Epalzeorhynchos frenatus
Epalzeorhynchos frenatus är en fiskart som först beskrevs av Fowler, 1934.  Epalzeorhynchos frenatus ingår i släktet Epalzeorhynchos och familjen karpfiskar. IUCN kategoriserar arten globalt som livskraftig. Inga underarter finns listade i Catalogue of Life.